# 野球アメリカ合衆国女子代表
野球アメリカ合衆国女子代表（やきゅうアメリカがっしゅうこくじょしだいひょう）は、アメリカ合衆国における女子野球のナショナルチームである。

## 沿革
2001年に初めて開催された、女子野球世界大会において優勝を果たす。
2004年と2006年に行われた、IBAF女子ワールドカップの第一回大会と第二回大会においても優勝している。

## 参加国際大会
- 女子野球世界大会
- IBAF女子ワールドカップ